# Anerood Jugnauth
Anerood Jugnauth (Vacoas-Phoenix, 29 de março de 1930 – 3 de junho de 2021) foi um advogado e político mauriciano, que serviu como presidente de Maurício de 7 de outubro de 2003 a 31 de março de 2012, tendo sido reeleito em 2008.
Também ocupou o cargo de primeiro-ministro do país (1982-1995; 2000-2005; 2014-2017).
Jugnauth morreu em 3 de junho de 2021, aos 91 anos de idade, por causas naturais.